# Seka-Tiefseeberg
Der Seka-Tiefseeberg (englisch Seka Seamount) ist ein Tiefseeberg im Pazifik, östlich der Gilbertinseln etwa 100 km östlich des Sakau-Tiefseeberges, östlich des Arorae-Atolls. Er liegt auf einem untermeerischen Höhenzug, der sich nach Osten zieht und weitere ‚Gipfel‘ trägt: NoName Seamount 3 (2230 m unter dem Meeresspiegel ⊙), NoName Seamount 4 (3255 m unter dem Meeresspiegel ⊙) und NoName Seamount 1 (3725 m unter dem Meeresspiegel ⊙).
Sein Gipfel liegt in einer Tiefe von 2590 m.